# Oecetis bicaudata
Oecetis bicaudata är en nattsländeart som beskrevs av Navás 1931. Oecetis bicaudata ingår i släktet Oecetis och familjen långhornssländor. Inga underarter finns listade i Catalogue of Life.